# 29 de abril
El 29 de abril es el 119.º (centésimo décimo noveno) día del año en el calendario gregoriano y el 120.º en los años bisiestos. Quedan 246 días para finalizar el año.

## Acontecimientos
- 1091: el emperador bizantino Alejo I Comneno, junto a sus aliados cumanos, derrotan a los pechenegos en la batalla de Levounion.
- 1429: Juana de Arco libera Orleans
- 1483: finaliza la conquista de Gran Canaria por la Corona de Castilla.
- 1521: en la ciudad de Tenochtitlán empieza la conquista de México, iniciada por el español Hernán Cortes y su ejército.
- 1587: Francis Drake ataca Cádiz, destruyendo la flota española amarrada en la bahía.
- 1624: en Francia, el cardenal Richelieu asume el cargo de ministro de Luis XIII.
- 1729: en España, Felipe V da carácter de institución oficial a los Mozos de Veciana, más conocidos en toda Cataluña como Mozos de Escuadra.
- 1814: en España, en el marco de la Guerra de la Independencia Española los franceses se retiran de Barcelona.
- 1833: en Asturias (España), el infante Carlos María Isidro se niega a reconocer a su sobrina Isabel II de España como reina dando lugar a la Primera Guerra Carlista.
- 1875: Portugal aprueba la ley que suprime la esclavitud en todas las provincias de ultramar.
- 1876: en el Reino Unido, el parlamento concede a la reina Victoria el título de emperatriz de la India.
- 1882: en Berlín (Alemania), Ernst Werner von Siemens prueba el elektromote (antecesor del trolebús).
- 1899: el piloto belga Camille Jenatzy establece un récord de velocidad en automóvil con 105,88 km/h a bordo de su vehículo, La Jamais Contente.
- 1894: asignado a la Kaiserliche Marine el acorazado SMS Kurfürst Friedrich Wilhelm.
- 1900: en España se bota el Extremadura, primer barco de guerra español tras la destrucción de la escuadra en Cuba, en 1898.
- 1900: en la Exposición Universal de París se produce un accidente al desplomarse los postes que sostenían un globo, con un balance trágico de nueve muertos.
- 1900: en Copenhague se estrena Sangre vikinga, ópera en cuatro actos de Peter Lange-Müller.[1]
- 1901: en la Universidad de Budapest estallan violentos enfrentamientos entre estudiantes judíos y antisemitas.
- 1901: en París se estrena la ópera L’Ouragan, resultado de la cooperación de Émile Zola y Alfred Bruneau.
- 1902: en Estados Unidos, el congreso vota, y el presidente Roosevelt firma una ley que prohíbe la inmigración china desde Filipinas (en ese momento protectorado estadounidense).
- 1903: en Frank, Alberta, Canadá un deslizamiento de tierra de 30 millones de metros cúbicos mata a 70 personas.
- 1905: en Rusia se publica un edicto de tolerancia con las minorías religiosas.
- 1910: en Australia, se forma un Gobierno laborista, presidido por Andrew Fisher.
- 1916: en Kut (Irak) —en la ribera izquierda del río Tigris, a unos 160 km al sureste de Bagdad— la Sexta División India (del ejército británico) se rinde ante el ejército turco, que hace 10 000 prisioneros.
- 1922: en España, Santiago Ramón y Cajal se jubila de sus funciones académicas y es nombrado rector honorario de la Universidad de Madrid.
- 1923: en España se celebran las  últimas elecciones de diputados a Cortes, convocadas en la Restauración borbónica y, por lo tanto, dentro del sistema de turnos de partidos.
- 1923: en Alemania Rainer Maria Rilkee publica sus Elegías de Duino.
- 1924: en España, el órgano directivo central del partido Unión Patriótica establece su sede en el Ministerio de la Gobernación.
- 1926: Francia y los Estados Unidos firman un acuerdo sobre deudas de guerra.
- 1927: España y Portugal inauguran la línea aérea Madrid-Lisboa-Sevilla.
- 1931: en España, el Gobierno provisional de la Segunda República disuelve las órdenes militares.
- 1931: en España, el Consejo de Ministros acuerda la autorización del empleo del catalán en las escuelas primarias de Cataluña.

- 1935: en Sevilla (España) sucede el primer día de los violentos Sucesos de Aznalcóllar.
- 1935: en España comienza la Primera Vuelta Ciclista a España.
- 1937: en España, Franco nombra a Pilar Primo de Rivera delegada nacional de la Sección Femenina.
- 1938: Francia y Reino Unido, al renovar la «entente francobritánica» ponen el acento sobre las obligaciones de ambos países respecto a Checoslovaquia.
- 1939: en Chile se promulga la Ley N.º 6334 que crea las CORFO y las Corporaciones de Reconstrucción y Auxilio.
- 1941: los iraquíes cortan el oleoducto que alimentaba a los ejércitos británicos.
- 1942: en el palacio de Klessheim (Alemania) se encuentran Adolf Hitler y Benito Mussolini.
- 1945: en el marco de la Segunda Guerra Mundial, el ejército nazi en Italia se rinde incondicionalmente a los aliados.
- 1945: En el contexto de la Segunda Guerra Mundial, la ciudad alemana de Anklam es nuevamente bombardeada, desapareciendo gran parte del casco antiguo que había sobrevivido a los anteriores bombardeos.[2]
- 1945: en su búnker de Berlín, Adolf Hitler se casa con Eva Braun (se suicidarán al día siguiente) y designa como su sucesor al almirante Karl Doenitz.
- 1945: en Dachau (al norte de Múnich), tropas estadounidenses liberan el campo de concentración de Dachau.
- 1946: en Tokio, Japón, comienza el proceso contra el ex primer ministro Hideki Tōjō y otros 28 máximos responsables de crímenes de guerra durante la Segunda Guerra Mundial.
- 1948: el ayuntamiento de Madrid se anexiona las poblaciones de Carabanchel Alto y Bajo.
- 1951: en España, el futbolista Ladislao Kubala (nuevo jugador del equipo F. C. Barcelona), se presenta oficialmente en un partido de Copa contra el Sevilla, al que vence por 2-1.
- 1955: en Italia, el democristiano Giovanni Gronchi sucede en la presidencia a Luigi Einaudi, con el apoyo de socialistas y comunistas.
- 1956: En la ciudad de Matanzas ocurre el Asalto al Cuartel Domingo Goicuría, una de las primeras acciones militares del Movimiento 26 de Julio, dejando como saldo el fracaso de la misión, saldandose con 15 guerrilleros asesinados.
- 1961: en el suroeste de Inglaterra inicia sus transmisiones Westward Television, la primera señal de la cadena ITV en transmitir en esa zona.
- 1962: en Barcelona se inaugura el Colegio de Arquitectos de Cataluña y Baleares, construido por Xavier Busquets en 1961 y decorado el exterior con tres grandes frisos diseñados por Pablo Picasso.
- 1965: Malta se convierte en el miembro número 18 del Consejo de Europa.
- 1967: en los Estados Unidos, el Gobierno le quita a Muhammad Ali su título de campeón de boxeo. El día anterior él se había negado a entrar al ejército (alegando razones religiosas).
- 1967: en Costa Rica se funda el club de fútbol AD Sagrada Familia de San José.
- 1968: en Alemania, cinco hombres casados son ordenados diáconos.
- 1968: en Broadway (Nueva York) se estrena el controvertido musical Hair.
- 1969: en el archivo municipal de Alba de Tormes se localizan importantes documentos históricos, entre los que se encuentra el texto del juramento del rey Alfonso VI en Santa Gadea.
- 1970: en París, el secretario general del Partido Comunista, el español Santiago Carrillo, preconiza la alianza del partido con intelectuales y estudiantes.
- 1970: en el marco de la guerra de Vietnam, fuerzas invasoras estadounidenses invaden también Camboya para perseguir vietcongs.
- 1972: en Guatemala, el novelista Miguel Ángel Asturias anuncia su disposición a presentar candidatura a la presidencia.
- 1974: en los Estados Unidos, el presidente Richard Nixon anuncia la publicación de transcripciones (revisadas) de las grabaciones de cinta de la Casa Blanca relacionadas con el Escándalo Watergate.
- 1975: en Vietnam, tras catorce años de guerra con el invasor Estados Unidos, se firma el "alto el fuego".
- 1977: en el madrileño teatro Príncipe, los comediantes porteños de San Telmo estrenan Una orquesta de señoritas, de Jean Anouilh.
- 1979: en Ecuador, el candidato populista Jaime Roldós gana las elecciones presidenciales.
- 1980: en Kabul, Afganistán, decenas de estudiantes mueren durante las manifestaciones antisoviéticas.
- 1981: en el norte del Líbano, Siria instala misiles antiaéreos.
- 1983: la Junta Militar argentina da por muertos a todos los desaparecidos en la «guerra sucia».
- 1984: en Cataluña, Jordi Pujol (candidato de la coalición Convergencia i Unió), logra el triunfo por mayoría absoluta en las elecciones autonómicas.
- 1986: en la biblioteca central de Los Ángeles, un incendio destruye 400.000 libros.
- 1987: en la República Federal de Alemania, el presidente Richard von Weizsacker gana el Premio de la Paz Internacional de Ataturk.
- 1987: en Uruguay se recogen firmas para someter a referéndum la Ley de Punto Final que amnistiará los crímenes de la última dictadura.
- 1988: en el Kremlin (Moscú), el presidente Mijaíl Gorbachov recibe por primera vez a Pimen I (patriarca de la Iglesia Ortodoxa rusa).
- 1991: el distrito Chittagong (en el sureste de Bangladés) es arrasado por un ciclón con vientos de 250 km/h. Mueren alrededor de 138.000 personas, y quedan sin hogar unos 10 millones.
- 1991: la ONU aprueba las resoluciones 690 y 691 la creación de MINURSO, la celebración de un referendo en el Sahara Occidental, el alto al fuego de la guerra del Sahara Occidental y el Plan de Arreglo.
- 1992: en Los Ángeles, California, una corte libera a los policías que golpearon a Rodney King el 3 de marzo del año anterior. En los próximos cuatro días de disturbios raciales morirán 53 personas en Los Ángeles y otras ciudades estadounidenses.
- 1992: en España, un juez acusa a 11 personas por el accidente radiactivo del Hospital Clínico de Zaragoza, que se cobró la vida de 19 pacientes.
- 1994: en España, se da a la fuga Luis Roldán (exdirector de la Guardia Civil).
- 1994: en España dimiten los diputados y exministros Carlos Solchaga y José Luis Corcuera.
- 1997: entra en vigor el Convenio Internacional sobre Prohibición de Armas Químicas, ratificado por 87 de los 165 estados firmantes. Rusia y Cuba no lo suscriben.
- 1998: en Francia, Roland Dumas (exministro socialista de Asuntos Exteriores), es procesado por un delito de "receptación y complicidad en malversación de fondos privados".
- 1998: en Los Ángeles (California), dos días después del fallecimiento del gurú peruano Carlos Castaneda (72) desaparecen sus cinco seguidoras y amantes principales: Florinda Donner, Patricia Partin, Taisha Abelar, Kylie Lundahl y Talia Bey, para seguir un pacto de suicidio en el desierto. Solo se encontrará el cadáver de Patricia Partin, en febrero de 2006, en el Valle de la Muerte (California).
- 1999: Víktor Chernomyrdin (enviado especial de Rusia para los Balcanes) viaja a Belgrado con una nueva propuesta de paz negociada con los principales países de la OTAN.
- 1999: en España, Mario Vargas Llosa, Miguel Frau, Enric Martí, Xavier Vidal-Folch y Walter Oppenheimer reciben los premios anuales Ortega y Gasset de Periodismo.
- 2003: en la ciudad de Santa Fe (Argentina), el río Salado produce una gravísima inundación (23 muertos).
- 2003: Libia acepta su responsabilidad civil en el atentado terrorista que costó la vida a los 270 ocupantes del avión de la empresa Pan Am que se estrelló en 1988 en la localidad escocesa de Lockerbie.
- 2004: Aragón se convierte en la tercera comunidad española ―tras Navarra y el País Vasco― que reconoce el derecho de las parejas homosexuales a adoptar niños.
- 2004: en Irak mueren diez soldados invasores estadounidenses en varios ataques de los insurgentes; a lo largo del mes de abril, el ejército de ocupación de Estados Unidos ha registrado 126 bajas.
- 2004: en los Estados Unidos, Dick Cheney y George W. Bush testifican ante la Comisión del 11-S en una audiencia cerrada y no grabada en el Despacho Oval.
- 2004: en Lansing (Estados Unidos) la empresa Oldsmobile construye su último auto, tras 107 años de producción.
- 2004: La Selección de fútbol de San Marino gana su primer  partido, siendo un 1-0 contra Liechtenstein.
- 2005: Siria completa su retirada de Líbano, finalizando 29 años de ocupación.
- 2005: en Nueva Zelanda tiene lugar la primera unión civil entre homosexuales.
- 2005: en España, la teniente de navío Esther Yáñez González-Irún se convierte en la primera mujer en la historia de la Armada Española que asume el mando de un buque de guerra, el patrullero Laya D.[3]
- 2005: en España, un informe del Instituto Nacional de Meteorología reconoce que la falta de lluvias ha provocado la mayor sequía de los últimos 60 años en la península ibérica.
- 2005: el presidente chino, Hu Jintao, y el líder de los nacionalistas taiwaneses, Lien Chan, celebran una reunión histórica para frenar la independencia de la isla.
- 2006: Bolivia, Cuba y Venezuela suscriben el tratado de Comercio de los Pueblos.
- 2007: en Turquía se llevan a cabo las Manifestaciones por la República.[4]
- 2009: se suspenden labores en México debido a la epidemia de influenza H1N1.
- 2010: el cantante de boleros peruano Lucho Barrios ofrece el que sería su último concierto; fallecería seis días después.
- 2011: se celebra la boda entre el príncipe Guillermo de Gales y Catherine Elizabeth Middleton.[5]
- 2020: el asteroide (52768) 1998 OR2 pasó a una distancia de 6.3 millones de kilómetros de la Tierra.[6]
- 2021: en Arouca, Portugal, se inaugura el puente peatonal más largo del mundo. Con una distancia de 516 metros, cruza el Río Paiva.[7]

## Nacimientos
- 220 a. C.: Marco Pacuvio, escritor romano (f. 130 a. C.).
- 1469: Guillermo II, aristócrata alemán (f. 1509).
- 1665: James Butler, estadista, aristócrata y militar irlandés (f. 1745).
- 1667: John Arbuthnot, médico y escritor inglés (f. 1735).
- 1679: Marc de Beauvau, príncipe de Craon, aristócrata francés, virrey de Toscana (f. 1754).
- 1727: Jean-Georges Noverre, bailarín francés (f. 1810).
- 1762: Jean-Baptiste Jourdan, militar y mariscal francés (f. 1833).
- 1780: Charles Nodier, escritor francés (f. 1844).
- 1785: Karl Drais, inventor e investigador alemán (f. 1851).
- 1818: Alejandro II, zar ruso entre 1855 y 1881 (f. 1881).
- 1824: Francisco Pi y Margall, político y escritor, presidente español (f. 1901).
- 1837: Georges Boulanger, militar y político francés (f. 1891).
- 1838: Elisa Zamacois, soprano y actriz española (f. 1915).
- 1848: Raja Ravi Varma, pintor indio (f. 1906).
- 1850: George Murdoch, político canadiense (f. 1910).
- 1854: Henri Poincaré, físico y matemático francés (f. 1912).
- 1863: Constantino Cavafis, poeta griego (f. 1933).
- 1863: William Randolph Hearst, editor estadounidense (f. 1951).
- 1867: Émile Dubois, criminal francés (f. 1907).
- 1869: Mary Agnes Chase, botánica, ilustradora y agrónoma estadounidense (f. 1963).
- 1872: Manolo Hugué, escultor español (f. 1945).
- 1874: Samuel Alfred Mitchell, astrónomo canadiense (f. 1960).
- 1874: Karl Kraus, escritor y periodista austriaco (f. 1936).
- 1875: Rafael Sabatini, escritor italo-británico (f. 1950).
- 1876: Zauditu, emperatriz etíope (f. 1930).
- 1879: Thomas Beecham, director de orquesta y músico británico (f. 1961).
- 1880: Francisco Cossio Robelo, militar y político mexicano (f. 1948).
- 1885: Egon Erwin Kisch, periodista y reportero checo (f. 1948).
- 1893: Harold Clayton Urey, químico estadounidense, premio nobel de química en 1934 (f. 1981).
- 1894: Marietta Blau, física austríaca (f. 1970).
- 1895: Malcolm Sargent, director de orquesta y músico británico (f. 1967).
- 1899: Duke Ellington, músico estadounidense de jazz (f. 1974).
- 1901: Hirohito, emperador japonés (f. 1989).
- 1903: Nikolái Krylov, militar soviético (f. 1972)
- 1906: Pedro Vargas, cantante mexicano (f. 1989).
- 1907: Tino Rossi, cantante y actor francés (f. 1983).
- 1907: Fred Zinnemann, cineasta austriaco (f. 1997).
- 1907: Chūya Nakahara, escritor japonés. (f. 1937)
- 1908: Jack Williamson, escritor estadounidense (f. 2006).
- 1909: Tom Ewell, actor estadounidense (f. 1994).
- 1915: Donald Mills, cantante estadounidense, uno de los cuatro Mills Brothers (f. 1999).
- 1916: Ramón Amaya Amador, escritor hondureño (f. 1966).
- 1918: José Orlandis, historiador y jurista español (f. 2010).
- 1918: Alfonso Bauer Paiz, político guatemalteco (f. 2011).
- 1919: Enrique Tejera París, político, abogado y diplomático venezolano (f. 2015).
- 1919: Gérard Oury, cineasta francés (f. 2006).
- 1922: Toots Thielemans, guitarrista, armonicista y compositor belga de jazz (f. 2016).
- 1922: Nikolái Kuznetsov, militar soviético, Héroe de la Unión Soviética (f. 2008).
- 1923: Irvin Kershner, cineasta estadounidense (f. 2010).
- 1925: John Compton, primer ministro santaluciano (f. 2007).
- 1925: Iwao Takamoto, animador, productor y cineasta estadounidense (f. 2007).
- 1926: Paul Baran, científico estadounidense (f. 2011).
- 1926: Eduardo Ricagni, futbolista argentino (f. 2010).
- 1929: Ray Barretto, músico estadounidense de jazz (f. 2006).
- 1929: Walter Kempowski, escritor alemán (f. 2007).
- 1930: Jean Rochefort, actor francés (f. 2017).
- 1930: Claus Ogerman, compositor y arreglista alemán (f. 2016).
- 1931: Horacio Palma, cantor de tangos argentino (f. 2016).
- 1931: King Hu, cineasta chino (f. 1997).
- 1933: Willie Nelson, cantautor y guitarrista de música country estadounidense.
- 1934: Luis Aparicio, beisbolista venezolano.
- 1934: Pedro Pires, político y primer ministro caboverdiano.
- 1936: Zubin Mehta, director de orquesta y músico indio.
- 1936: Alejandra Pizarnik, escritora argentina (f. 1972).
- 1937: Lluís Martínez i Sistach, arzobispo emérito metropolitano de Barcelona y cardenal.
- 1938: Bernard Madoff, inversionista bursátil y financiero estadounidense (f. 2021).
- 1938: Klaus Voormann, músico, productor de discos y artista alemán.
- 1940: Peter Diamond, economista estadounidense.
- 1944: Benedicta de Dinamarca, aristócrata danesa.
- 1944: Katarina Mazetti, escritora y periodista sueca (f. 2025).
- 1945: Tammi Terrell, cantante estadounidense (f. 1970).
- 1946: Pipo Pescador, cantautor infantil, director de teatro y escritor argentino.
- 1947: Olavo de Carvalho, intelectual, ensayista y periodista brasileño (f. 2022).
- 1950: Phillip Noyce, cineasta australiano.
- 1951: María Kosty, actriz española.
- 1951: Dale Earnhardt, piloto estadounidense de automóviles stock.
- 1954: Jerry Seinfeld, cómico y actor estadounidense.

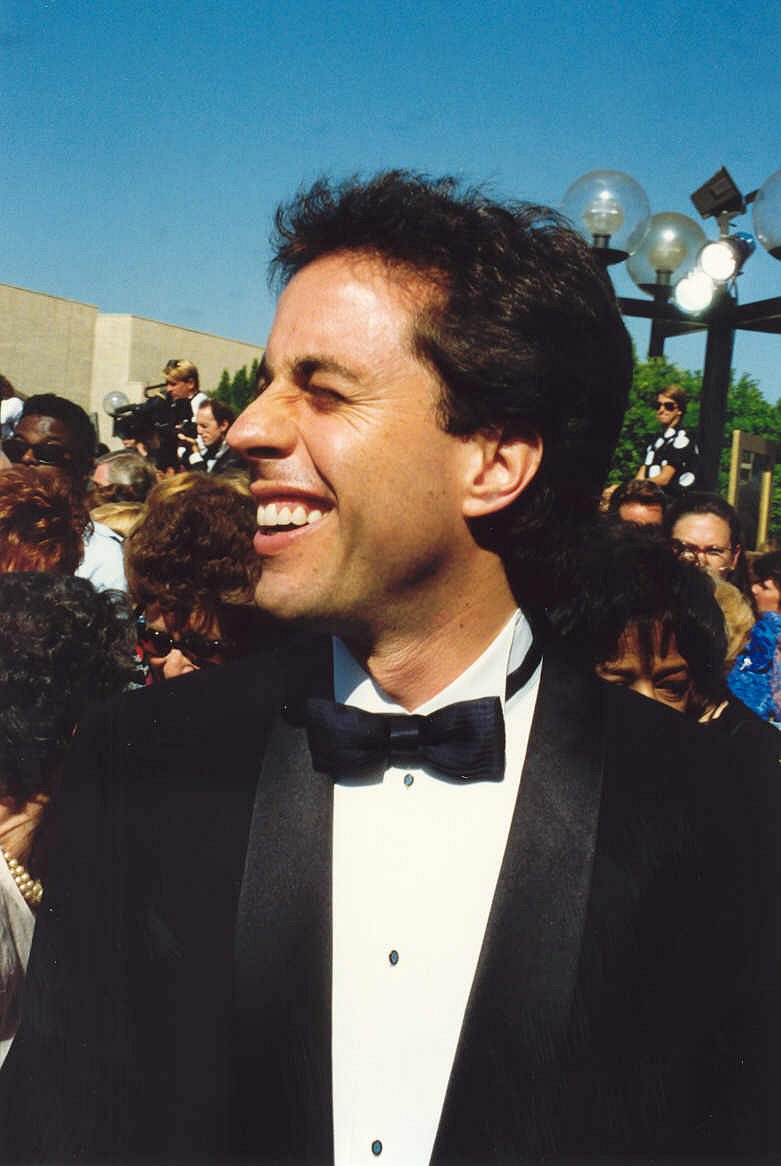

- 1955: Kate Mulgrew, actriz estadounidense.
- 1955: Viktor Pimushin, futbolista ruso (f. 2025).
- 1956: Karen Barad, física, filósofa y teórica feminista estadounidense.
- 1957: Daniel Day-Lewis, actor británico.
- 1957: Timothy Treadwell, ecologista estadounidense (f. 2003).
- 1958: Michelle Pfeiffer, actriz y cantante estadounidense.
- 1958: Eve Plumb, actriz estadounidense.
- 1958: Martin Whitmarsh, piloto estadounidense, director del equipo «Vodafone McLaren Mercedes» de Fórmula 1.
- 1960: Robert J. Sawyer, escritor canadiense.
- 1961: Fumihiko Tachiki, seiyū y narrador japonés.
- 1963: Manu García, guitarrista español, de la banda Ángeles del Infierno.
- 1965: Felipe Miñambres, futbolista y entrenador español.
- 1967: Master P, rapero estadounidense.
- 1967: Elizabeth McCagg, remera estadounidense.
- 1967: Mary McCagg, remera estadounidense.
- 1968: Kolinda Grabar-Kitarović, política croata, presidenta de Croacia entre 2015 y 2020.
- 1969: Paul Adelstein, actor estadounidense.
- 1969: Jack Mackenroth, diseñador de modas, actor, presentador, activista y nadador estadounidense.
- 1969: Rebeca Mankita, actriz mexicana.
- 1969: Philippe Ermenault, ciclista francés.
- 1970: Andre Agassi, tenista estadounidense.
- 1970: Uma Thurman, actriz estadounidense.
- 1972: Leopoldo López, político venezolano.
- 1972: Marko Rehmer, futbolista alemán.
- 1973: Fares Fares, actor sueco-asirio.
- 1973: David Belle, deportista y actor francés, creador del parkour.
- 1973: Johan Hegg, cantante sueco de heavy metal, de la banda Amon Amarth.
- 1973: Yves Hocdé, remero francés.
- 1973: Tessa Appeldoorn, remera neerlandesa.
- 1974: Anggun, cantante indonesia.
- 1974: Pascal Cygan, futbolista francés.
- 1974: Julian Knowle, tenista austriaco.
- 1974: Igor Jauregi, futbolista español.
- 1974: Nikolaos Frousos, futbolista griego.
- 1974: Takahiro Okubo, futbolista japonés.
- 1975: Rafael Betancourt, beisbolista venezolano.
- 1975: Frederick Scarlett, remero británico.
- 1975: Mateusz Kusznierewicz, regatista polaco.
- 1975: Koichiro Katafuchi, futbolista japonés.
- 1976: Kelvin Jack, futbolista trinitense.
- 1976: Leigh Habler, nadadora australiana.
- 1976: Igor Grabucea, halterófilo moldavo.
- 1977: Rocío Carrasco Mohedano, cantante y actriz española.
- 1977: Margriet Matthijsse, regatista neerlandesa.
- 1977: Marcel Hacker, remero alemán.
- 1977: Sándor Bárdosi, luchador húngaro.
- 1978: Tony Armas, Jr., beisbolista venezolano.
- 1978: Bob Bryan y Mike Bryan, tenistas estadounidenses.
- 1978: Jason Hart, baloncestista estadounidense.
- 1979: Jo O'Meara, cantante, actriz y bailarina británica.
- 1979: Ryan Sharp, piloto escocés.
- 1979: Lee Dong-gook, futbolista surcoreano.
- 1979: Giuseppe Musumeci, remero italiano.
- 1980: Marc Clotet, actor español.
- 1980: Kian Egan, cantante irlandés, de la banda Westlife.
- 1980: Mohammed Ameen, futbolista saudí.
- 1981: George McCartney, futbolista norirlandés.
- 1981: Tom Smith, compositor, vocalista, teclista y guitarrista británico, de la banda Editors.
- 1981: Franco Escamilla, comediante mexicano.
- 1982: Carlos Martins, futbolista portugués.
- 1983: Jay Cutler, jugador de fútbol americano estadounidense.
- 1983: Semih Şentürk, futbolista turco.
- 1983: David Lee, baloncestista estadounidense.
- 1983: Sam Jones III, actor estadounidense.
- 1983: Hedvig Lindahl, futbolista sueca.
- 1984: Valentin Ghionea, balonmanista rumano.
- 1984: Michał Gołaś, ciclista polaco.
- 1986: Aidenas Malašinskas, balonmanista lituano.
- 1987: Sara Errani, tenista italiana.
- 1987: Pim Balkestein, futbolista neerlandés.
- 1989: Domagoj Vida, futbolista croata.
- 1989: Candace Owens, política estadounidense.
- 1993: Anna Toman, jugadora de hockey sobre césped británica.
- 1995: Adriana Ahumada, actriz y cantante mexicana.
- 1996: Katherine Langford, actriz australiana.
- 1996: Luka Božić, baloncestista croata.
- 1996: María Pérez García, atleta española.
- 1996: Kobe Goossens, ciclista belga.
- 1997: Lucas Tousart, futbolista francés.
- 1997: Sebastián Cal, futbolista uruguayo.
- 1997: Naiara Moreno, cantante española.
- 1997: Pierre Lucas, rugbista francés.
- 1998: Sten Reinkort, futbolista estonio.
- 1998: Ingrid Syrstad Engen, futbolista noruega.
- 1998: Fumiya Suzuki, futbolista japonés.
- 1998: Álex Zalaya, futbolista español.
- 1998: Enzo Gabriel Martínez, futbolista uruguayo.
- 1998: Kimberly Birrell, tenista australiana.
- 1998: Timi Max Elšnik, futbolista esloveno.
- 1998: MC Kevin, cantante brasileño (f. 2021).
- 1998: Brian Jaén, futbolista español.
- 1998: Jimy Soudril, atleta francés.
- 1999: Gabriel Gudmundsson, futbolista sueco.
- 1999: Selena Forrest, modelo estadounidense.
- 1999: Luka Gugeshashvili, futbolista georgiano.
- 1999: Mateo Retegui, futbolista argentino.
- 1999: Bo Kanda Lita Baehre, atleta alemán.
- 1999: Malek Baayou, futbolista tunecino.
- 1999: Veronica Bumbaca, remera italiana.
- 1999: Elena Micheli, pentatleta italiana.
- 1999: Mojmír Chytil, futbolista checo.
- 1999: Sébastien Grignard, ciclista belga.
- 2000: Aitor Paredes, futbolista español.
- 2000: Matheus Takaki, yudoca brasileño.
- 2000: Wang Zhiyi, jugadora de bádminton china.
- 2002: Samuele Zannoni, futbolista sanmarinense.
- 2002: David Späth, balonmanista alemán.
- 2002: Renārs Uščins, balonmanista alemán.
- 2002: Elcan Hacıyev, judoka azerbaiyano.
- 2002: Óscar Aranda Subiela, futbolista español.
- 2002: Eric Martel, futbolista alemán.
- 2003: Maud Angélica Behn, hija mayor de la princesa Marta Luisa de Noruega y su exmarido, el escritor Ari Behn.
- 2003: Miguel Rodríguez Vidal, futbolista español.
- 2003: Holger Rune, tenista danés.
- 2003: Pelayo Fernández, futbolista español.
- 2004: Balázs Tóth, futbolista húngaro.
- 2005: Dipangkorn Rasmijoti, el heredero presunto al trono tailandés.
- 2005: Shahadi Wright Joseph, actriz y cantante estadounidense.
- 2006: Xochitl Gomez, actriz estadounidense.
- 2007: Sofía de Borbón, aristócrata española.

## Fallecimientos
- 1326: Blanca de Borgoña, reina consorte de Francia y Navarra (n. 1296).
- 1380: Catalina de Siena, religiosa y santa católica italiana (n. 1347).
- 1417: Luis II de Nápoles, rey de Nápoles (n. 1377).
- 1676: Michiel de Ruyter, almirante neerlandés (n. 1607).
- 1707: George Farquhar, dramaturgo irlandés (n. 1678).
- 1738: Fray Francisco de Berganza y Arce, religioso benedictino e historiador español (n. 1663).
- 1768: Georg Brandt, químico y minerólogo sueco (n. 1694).
- 1793: John Michell, científico británico (n. 1724).
- 1861: José María Obando, militar y político neogranadino, miembro fundador del Partido Liberal Colombiano. (n. 1795).
- 1864: Charles Brianchon, matemático, químico y militar francés (n. 1783).
- 1903: Paul du Chaillu, explorador francés (n. 1835).
- 1909: Amalia Domingo Soler, escritora espiritista hispanocubana (n. 1835).
- 1932: José Félix Uriburu, militar y dictador argentino (n. 1868).
- 1933: Constantino Cavafis, poeta griego (f. 1863).
- 1935: Leroy Carr, cantautor y pianista estadounidense de blues (n. 1905).
- 1935: Facundo Perezagua, político y sindicalista español (n. 1860).
- 1937: Wallace Carothers, químico estadounidense, inventor del nailon (n. 1896).
- 1940: Rafael Berenguer Coloma, pintor español (f. 1890).
- 1943: Ricardo Viñes, pianista español (n. 1875).
- 1944: Bernardino Machado, presidente portugués (n. 1851).
- 1945: Hermann Fegelein, general de división (Gruppenführer) de las SS nazis (n. 1906).
- 1945: Andrés de Santa María, pintor colombiano (n. 1860).
- 1947: Irving Fisher, economista estadounidense (n. 1867).
- 1951: Ludwig Wittgenstein, filósofo británico de origen austriaco (n. 1889).
- 1951: Joaquín Chapaprieta, político español (n. 1871).
- 1952: José Gálvez Ginachero, ginecólogo español (n. 1866).
- 1953: Alice Prin, modelo, cantante y actriz francesa (n. 1901).
- 1956: Wilhelm Ritter von Leeb, militar alemán (n. 1876).
- 1959: Joaquín Blume, gimnasta español (n. 1933).
- 1964: Francisco Barbado Viejo, obispo español (n. 1890).
- 1964: Wenceslao Fernández Flórez, escritor y periodista español (n. 1885).
- 1967: J. B. Lenoir, guitarrista de blues y cantante estadounidense (n. 1929).
- 1967: Anthony Mann, cineasta estadounidense (n. 1906).
- 1968: Nikolái Klykov, militar soviético (n. 1888).
- 1979: Aminta Meléndez, activista social panameña (n. 1886).
- 1980: Alfred Hitchcock, cineasta británico (n. 1899).
- 1984: Leny Eversong, cantante brasileña (n. 1920).
- 1993: Mick Ronson, músico británico (n. 1946).
- 1994: Ignacio F. Iquino, cineasta español (n. 1910).
- 1994: Russell Kirk, escritor estadounidense (n. 1918).
- 1996: Jaime García Terrés, poeta mexicano (n. 1924).
- 1997: Julio Oyhanarte, abogado y político argentino (n. 1920).
- 1998: Florinda Donner, escritora y antropóloga venezolana (n. 1944).
- 1999: Tulio Marambio, militar y ministro chileno (n. 1911).
- 2000: Antonio Buero Vallejo, dramaturgo y pintor español (n. 1916).
- 2003: María Muñoz, locutora, conductora y animadora argentina (n. 1968).
- 2005: Mariana Levy, actriz, cantante y presentadora mexicana (n. 1966).
- 2006: John Kenneth Galbraith, economista estadounidense de origen canadiense (n. 1908).
- 2006: Antonio Beltrán Martínez, historiador español (n. 1916).
- 2007: Octavio Frias de Oliveira, periodista y empresario brasileño (n. 1912).
- 2008: Albert Hofmann, químico e intelectual suizo (n. 1906).
- 2010: Juan Pascualli Gómez, ingeniero y político mexicano (n. 1950).
- 2011: Walter Santoro, político uruguayo (n. 1922).
- 2012: Éric Charden, cantante y compositor franco-vietnamita (n. 1942).
- 2012: Ervin Zádor, waterpolista húngaro (n. 1935).
- 2014: Bob Hoskins, actor y productor británico (n. 1942).
- 2015: Jean François Casanovas, actor, director de teatro, bailarín y coreógrafo franco-argentino (n. 1949).
- 2018: Luis García Meza Tejada, militar y político boliviano, presidente de Bolivia entre 1980 y 1981 (n. 1929).
- 2019: John Singleton, cineasta estadounidense (n. 1958).
- 2020: Irrfan Khan, actor de cine y televisión indio (n. 1967).
- 2020: Guido Münch, astrofísico mexicano (n. 1921).
- 2021: Anne Buydens, filántropa y productora de cine estadounidense (n. 1919).
- 2021: Willy Mckey, poeta venezolano (n 1980).
- 2021: Libertad Leblanc, actriz y vedette argentina (n. 1938).
- 2022: Joanna Barnes, actriz estadounidense (n. 1934).
- 2022: María Antònia Canals, matemática española (n. 1930).
- 2022: Roberto Lecaros, músico de jazz y compositor chileno (n. 1944).
- 2025: Samuel Escobar, teólogo, misiólogo, pastor y educador peruano (n. 1934).

## Celebraciones
- Día Internacional de la Danza.
Instaurado en 1982 por el Comité de Danza Internacional del Instituto Internacional del Teatro (ITI/Unesco).[8]

- Día Internacional de la Inmunología.[9]
Con la finalidad de divulgar la importancia de la inmunología como ciencia, así como sensibilizar a la población acerca del impacto de esta disciplina científica en la erradicación de infecciones, el cáncer y enfermedades autoinmunes.

- Día Mundial de las Galletas de Avena.

 Por países
(Por orden alfabético)
- Argentina: 
  - Día del Animal.[10]
En recuerdo del fallecimiento en 1926 del que fuera presidente de la Sociedad Protectora de Animales, el doctor Ignacio Lucas Albarracín.
    -  Misiones: 
      - Aniversario de la Federación Misionera de Automovilismo Deportivo (FeMAD).[11]
Fundación: 29 de abril de 1977 (48 años).

- Colombia: 
  - Día del Árbol.

- Japón: 
  - Comienzo de la tradicional Semana Dorada.
(desde 1927).

- Perú: 
  - Día del Vendedor.

Compartidas
- Unión Europea: 
  - Día Europeo de la Solidaridad y Cooperación entre Generaciones.[12]

Ancestrales
- Imperio Romano: segundo día de las Floralias en honor a la diosa Flora.

### Santoral católico

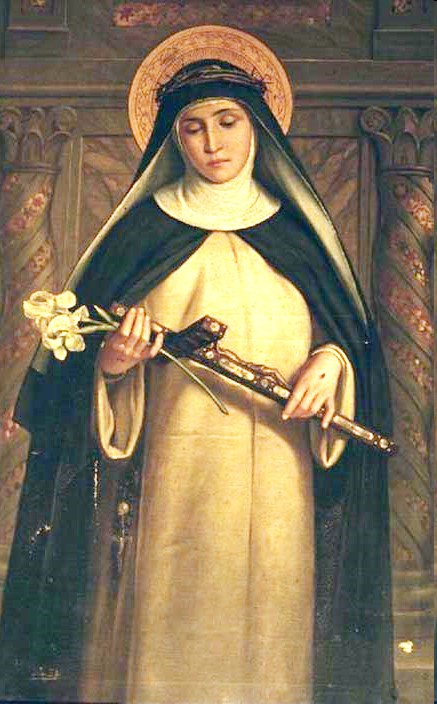
Santa Catalina de Siena. En la iglesia de Santa María del Rosario en Prato, Roma, Italia.

- Santa Catalina de Siena.[13](imagen ilustrativa).
- San Acardo de Avranches.[13]
- San Antonio Kim Song-u.[13]
- San Severo de Nápoles.[13]
- Santa Tertulia, virgen y mártir.[13]
- San Tíquico.[13]
- San Torpetes.[13]
- San Wilfredo el Joven.
- San Pedro de Verona.
- San Gastón de Arrás.
- San Hugo de Cluny.[13]
- San Facundo de Olavarría.

 Por países
(Por orden alfabético)
- España:
  - Teruel, Jorcas: fiestas en honor de San Pedro Mártir.